# Angelo Pierangeli
Angelo Pierangeli (Pescara, 19 agosto 1932 – Bologna, 17 settembre 2010) è stato un chirurgo italiano.
Nel 1955 ha ottenuto la laurea magistrale in Medicina e Chirurgia presso l'Università di Bologna, specializzandosi in Chirurgia generale nel 1960, in Urologia nel 1967 e in Cardiochirurgia nel 1970.
Tra il 1978 e il 2002 Pierangeli ha ricoperto una serie di incarichi tra cui Professore ordinario di Cardiochirurgia presso il Dipartimento Cardiovascolare dell'Università di Bologna, Direttore della Scuola di Specializzazione in Cardiochirurgia, Direttore del Dipartimento di discipline chirurgiche, rianimatorie e dei trapianti, socio fondatore della Società Italiana di Chirurgia Cardiaca (SICCH), di cui è stato anche presidente.
È stato autore di oltre 600 pubblicazioni scientifiche su riviste nazionali e internazionali, per poi essere insignito nel 2007 del titolo di Professore Emerito dall'Università di Bologna.

## Biografia
Angelo Pierangeli nasce dal matrimonio tra Luigi Pierangeli e Ida Bianchi.
Una volta diplomato al liceo classico D'Annunzio di Pescara, Angelo si trasferisce a Bologna per frequentare la facoltà di medicina e chirurgia.
Negli anni 1950 coltiva nella sua città nativa Pescara la passione per il nuoto, fondando la Pescara Nuoto e Pallanuoto quando ancora non c'erano piscine e i giovani atleti si allenavano in mare per le gare. Nel 1953 entra a far parte della prima squadra di pallanuoto di Pescara.
Nel 1955 si laurea in medicina e chirurgia discutendo la tesi La terapia chirurgica dee stenosi esofagee da caustici, a cui seguono gli studi di specialità in chirurgia generale, urologia e cardiochirurgia. Da questo momento il professor Pierangeli dedica anima e corpo alla medicina e alla scienza.
Nel 1960 sposa Lucia Gregorig con la quale ebbe tre figli: Giulia, Pierluigi e Filippo.
Nel 1967 guadagna la posizione di assistente ordinario universitario a semeiotica chirurgica e nel 1972 a Patologia speciale chirurgica e propedeutica clinica.
Negli anni a venire ricopre poi la titolarità di vari insegnamenti nelle scuole di specializzazione dell'Alma Mater: cardiochirurgia, chirurgia pediatrica, cardiologia, chirurgia d'urgenza, chirurgia generale, tecnologie biomediche.
In particolare nel 1974 diviene titolare della cattedra di chirurgia del cuore e dei grossi vasi dell'Università di Bologna e direttore del nuovo reparto di cardiochirurgia, incarichi che porta avanti fino al 2002. Svolge l'incarico di direttore della scuola di specializzazione di cardiochirurgia per oltre vent'anni fino all'anno accademico 1998-1999.
Alle attività in sala operatoria e nelle aule universitarie, affianca studi di cui restano oltre seicento pubblicazioni. Nel 2002 si congeda dal Policlinico Sant'Orsola-Malpighi passando così il testimone ai suoi allievi.
Nel 2007 è insignito del titolo di Professore Emerito dall'Università di Bologna.
Angelo Pierangeli si è spento il 17 settembre 2010 all'età di 78 anni nell'ospedale Sant'Orsola di Bologna.

## Cardiochirurgia
Durante la sua carriera Pierangeli ha brevettato numerose tecniche e metodiche, poi diventate patrimonio di numerosi colleghi, è infatti considerato uno dei padri fondatori non solo della Cardiochirurgia bolognese ma anche della Cardiochirurgia Italiana.
La Cardiochirurgia bolognese è stata fondata e diretta da Pierangeli nel periodo compreso tra il 1974 e il 2002 . È proprio a Bologna che ha eseguito per primo le operazioni di trapianto del cuore, gli interventi sulle valvole cardiache e le sostituzioni dell’arco aortico utilizzando l'arresto di circolo in ipotermia profonda (primo al mondo nel 1974).

## Premio Pierangeli
Nel 2012 la Società Italiana di Chirurgia Cardiaca (SICCH) ha istituito il Premio Pierangeli in memoria e riconoscenza del Prof. Angelo Pierangeli. Il Premio viene attribuito a giudizio insindacabile del Consiglio Direttivo SICCH, al migliore lavoro scientifico inedito dedicato alla Chirurgia Aortica, presentato da giovani cardiochirurghi (che non abbiano compiuto 40 anni).